# Уанимаро
Уани́маро (исп. Huanímaro) — город и административный центр одноимённого муниципалитета в мексиканском штате Гуанахуато. Численность населения, по данным переписи 2010 года, составила 5 505 человек.

## История
Город был основан в доколониальный период, как сельская община.